# Bahnstrecke Amsterdam Centraal–Schiphol
| Der Bahnhof Amsterdam-Sloterdijk |                      |                                                        |                                                        |
| |                      |                                                        |                                                        |
| Kursbuchstrecke: | 2, 5, 120            |                                                        |                                                        |
| Streckenlänge: | 17,1 km              |                                                        |                                                        |
| Spurweite: | 1435 mm (Normalspur) |                                                        |                                                        |
| Stromsystem: | 1.500 V =            |                                                        |                                                        |
| Streckengeschwindigkeit: | 130 km/h             |                                                        |                                                        |
| |                      |                                                        |                                                        |
| Betriebsstellen |                      |                                                        |                                                        |
| \| \| 47,2 \| Amsterdam Centraal \| Amsterdam Centraal \| \| \| 52,5 \| Amsterdam Sloterdijk nach Haarlem und Den Helder \| Amsterdam Sloterdijk nach Haarlem und Den Helder \| \| \| \| Hemboog von Enkhuizen und Zaandam \| \| \| \| 53,7 \| Amsterdam De Vlugtlaan Jetzt Metrostation \| Amsterdam De Vlugtlaan Jetzt Metrostation \| \| \| 56,0 \| Amsterdam Lelylaan \| Amsterdam Lelylaan \| \| \| \| Abzweig Riekerpolder aus Weesp \| \| \| \| \| Schipholspoortunnel (5800 m) \| \| \| \| 64,3 \| Schiphol Airport \| Schiphol Airport \| \| \| \| \| \| \| \| \| nach Leiden und zur Schnellfahrstrecken nach Rotterdam \| \| |                      |                                                        |                                                        |
| Bahnhof · Bahnhof | 47,2                 | Amsterdam Centraal                                     | Amsterdam Centraal                                     |
| Turmbahnhof geradeaus oben · Strecke nach rechts | 52,5                 | Amsterdam Sloterdijk nach Haarlem und Den Helder       | Amsterdam Sloterdijk nach Haarlem und Den Helder       |
| Abzweig geradeaus und von rechts |                      | Hemboog von Enkhuizen und Zaandam                      | Hemboog von Enkhuizen und Zaandam                      |
| ehemaliger Bahnhof | 53,7                 | Amsterdam De Vlugtlaan Jetzt Metrostation              | Amsterdam De Vlugtlaan Jetzt Metrostation              |
| Bahnhof | 56,0                 | Amsterdam Lelylaan                                     | Amsterdam Lelylaan                                     |
| Abzweig geradeaus und von links |                      | Abzweig Riekerpolder aus Weesp                         | Abzweig Riekerpolder aus Weesp                         |
| Tunnelanfang |                      | Schipholspoortunnel (5800 m)                           | Schipholspoortunnel (5800 m)                           |
| Bahnhof (im Tunnel) | 64,3                 | Schiphol Airport                                       | Schiphol Airport                                       |
| Tunnelende |                      |                                                        |                                                        |
| Strecke |                      | nach Leiden und zur Schnellfahrstrecken nach Rotterdam | nach Leiden und zur Schnellfahrstrecken nach Rotterdam |

Die Bahnstrecke Amsterdam Centraal–Schiphol ist eine etwa 17 Kilometer lange Eisenbahnstrecke zwischen den Bahnhöfen Amsterdam Centraal und Schiphol Airport. Die Bahnstrecke verläuft von Amsterdam Centraal in südwestlicher Richtung bis nach Schiphol.

## Geschichte
Die Strecke wurde am 1. Juni 1986 eröffnet. Die Linie wurde zu Entlastung der anderen Strecken gebaut und war von Anfang an elektrifiziert. Die Strecke ist zweigleisig und die Höchstgeschwindigkeit der Strecke liegt bei 130 km/h. Bei der Eröffnung wurden auf der Strecke die neuen Bahnhöfe Amsterdam Lelylaan und Amsterdam De Vlugtlaan für den Verkehr freigegeben. Auf dem Abschnitt zwischen den Bahnhöfen Amsterdam Sloterdijk und Amsterdam Lelylaan verkehrt die Metrolinie 50 seit 1997 parallel zur Bahnstrecke. Bei den Planungen war berücksichtigt worden, dass der Bahnhof De Vlugtlaan mit Inbetriebnahme der Metro wieder geschlossen werden soll. Dies wurde erst im Jahr 2000 in die Tat umgesetzt, als Platz benötigt wurde für den Hemboog, der seit 2008 direkte Fahrmöglichkeiten von Schiphol nach Zaandam, Purmerend und Enkhuizen bietet. Ein Umstieg im Turmbahnhof Sloterdijk ist nicht mehr nötig.

## Zugverkehr
Im Fahrplanjahr 2014 verkehren folgende Linien:
| Zugtyp                                     | Linienverlauf | Frequenz         |
| ------------------------------------------ | --- | ---------------- |
| Thalys                                     | Paris Nord – Bruxelles-Midi/Brussel-Zuid – Antwerpen-Centraal – Rotterdam Centraal – Schiphol – Amsterdam Centraal                                                                                    | 9 × täglich      |
| ICE International                          | (Basel) – Frankfurt Hbf – Köln Hbf – Oberhausen Hbf – Arnheim – Utrecht Centraal – Amsterdam Centraal                                                                                                 | 6 × täglich      |
| Intercity direct (Hochgeschwindigkeitszug) | Amsterdam Centraal – Schiphol – Rotterdam Centraal – Breda | halbstündlich    |
| Intercity direct (Hochgeschwindigkeitszug) | Amsterdam Centraal – Schiphol – Rotterdam Centraal | 2 × täglich      |
| Intercity                                  | Vlissingen – Roosendaal – Dordrecht – Rotterdam Centraal – Den Haag Hollands Spoor – Schiphol – Amsterdam Sloterdijk – Amsterdam Centraal – Almere Centrum – Lelystad Centrum                         | halbstündlich    |
| Intercity                                  | Vlissingen – Roosendaal – Dordrecht – Rotterdam Centraal – Den Haag HS – Schiphol – Amsterdam Centraal – Lelystad Centrum – Zwolle – Leeuwarden/Groningen                                             | ?                |
| Nachtnetz                                  | Eindhoven Centraal – Tilburg – Breda – Dordrecht – Rotterdam Centraal – Delft – Den Haag Centraal – Leiden Centraal – Schiphol – Amsterdam Centraal – Utrecht Centraal – ’s-Hertogenbosch – Eindhoven | nachts stündlich |
| Sprinter                                   | Hoofddorp – Schiphol – Zaandam – Hoorn – Hoorn Kersenboogerd | halbstündlich    |
| Sprinter                                   | Hoofddorp – Schiphol – Amsterdam Lelylaan – Amsterdam Sloterdijk – Amsterdam Centraal | halbstündlich    |